# Maria Laura Baccarini
Maria Laura Baccarini (Roma, 24 maggio 1966) è un'attrice teatrale, showgirl e cantante italiana.
Attiva anche nel cinema come doppiatrice della Cine Video Doppiatori, come cantante è interprete di un repertorio jazz, swing, pop e sperimentale, in particolare con brani di Cole Porter, George Gershwin e Leonard Bernstein.

## Biografia
Figlia del direttore di doppiaggio Carlo Baccarini e nipote dell'attrice Laura Carli, Maria Laura Baccarini ha avuto un passato da ginnasta come appartenente alla squadra nazionale italiana di ginnastica ritmica. Poi è passata al teatro debuttando nel 1986 al Festival dei Due Mondi di Spoleto con la commedia Piccoli Equivoci, regia di Claudio Bigagli, con Sergio Castellitto ed Elisabetta Pozzi.
Come danzatrice ha fatto parte del corpo di ballo della Rai, ente televisivo nel quale ha debuttato nel 1985 nella trasmissione Passione mia al fianco di Monica Vitti. Nel medesimo anno ha preso poi parte - impersonando il ruolo della Fatina - a Pronto, chi gioca? con Enrica Bonaccorti. Come showgirl ha partecipato al cast de La TV delle ragazze, trasmissione andata in onda su Rai 3 nel 1988 e 1989.
Come attrice di musical ha preso parte nel 1990 con la Compagnia della Rancia alla versione italiana di A Chorus Line, nel ruolo di Cassie. Diretta da Saverio Marconi ha partecipato per due anni alle repliche del musical. Sempre con la Compagnia della Rancia nel 1992 è stata protagonista al fianco di Fabio Ferrari de Il giorno della tartaruga, remake della commedia musicale di Garinei e Giovannini su musiche di Renato Rascel che aveva avuto come interprete Delia Scala.
Ha effettuato tournée all'estero, recitando spesso al fianco di attori come Gianluca Guidi e Maurizio Micheli. Nel 2004 riceve al Teatro dell'Elfo il Premio Hystrio Altre-Muse. Nel 2005 ha interpretato sé stessa nel documentario di produzione francese Nuit américaine ricavato dallo spettacolo musicale teatrale omonimo. Nel maggio 2009 ha tenuto a Roma con Stefano Bontempi e Pamela Pagano uno stage sul musical intitolato Il mondo di Fosse. Nello stesso anno ha ricevuto il Premio America della Fondazione Italia USA.

## Vita privata
Trascorre lunghi periodi in Francia, dove tiene concerti.

## Filmografia parziale

### Attrice

#### Cinema
- Il vestito più bello, regia di Francesca Archibugi - cortometraggio (1985)
- Lazare, regia di Philippe Chalem (2020)

#### Televisione
- Nuit américaine, regia di Laurent Preyale - documentario (2005)

### Doppiatrice

#### Cinema
- La città perduta (La cité des enfants perdus), regia di Jean-Pierre Jeunet e Marc Caro (1995)
- Human nature, regia di Michel Gondry (2001)
- Jay & Silent Bob... Fermate Hollywood! (Jay and Silent Bob Strike Back) regia di Kevin Smith (2001)
- I guardiani della notte (Nočnoj Dozor), regia di Timur Bekmambetov (2004)
- Asterix e i vichinghi (Astérix et les Vikings), regia di Stefan Fjeldmark e Jesper Møller (2006)
- Bandidas, regia di Joachim Rønning ed Espen Sandberg (2006)
- Superman Returns, regia di Bryan Singer (2006)
- La bottega dei suicidi (Le Magasin des suicides), regia di Patrice Leconte (2012)

#### Televisione
- Harry e gli Henderson - serie TV
- Baby Sitter - serie TV

## Programmi televisivi
- Pronto, chi gioca? (Rai 1, 1986-1987)
- Maurizio Costanzo Show (Canale 5, 1993)
- Numero uno (1994)

## Teatro (parziale)
- West Side Story (1992-1993, nel ruolo di Anita, tour europeo)
- Cabaret (1993-1994, nel ruolo di Sally Bowles, edizione italiana diretta da Saverio Marconi)
- Gigi (musical di Lerner e Loewe, interprete nel ruolo del titolo, regia di Filippo Crivelli)
- Chicago (con Luca Barbareschi, Pierpaolo Lopatriello e Lorenza Mario)
- Ascolta il Canto del Vento - Il destino degli indiani d'America con Gabriele Sabatini, Matteo Cremolini (musiche dal vivo)
- Promesse, Promesse (da Promises, Promises, con Gianluca Guidi)
- Il letto ovale (di Ray Cooney e John Chapman, con Maurizio Micheli)
- Tutto il mondo va in cerca d'amore (recital)
- Stanno suonando la nostra canzone (di Neil Simon e Marvin Hamlisch, con Gianluca Guidi, regia di Gigi Proietti)
- Taxi a due piazze (con Gianluca Guidi, regia di Gigi Proietti)
- I Have a Dream - I grandi discorsi della storia con Matteo Cremolini (musiche dal vivo)
- Furrow (A Cole Porter Tribute) (recital)
- Concerto per un poeta (di Giorgio Calabrese e Riccardo Biseo, con Flavio Bucci, regia di Lucia Di Cosmo, 2006)
- Terra Vagans (spettacolo letterario-musicale di Yann Apperry, Marsiglia, giugno 2009)

## Discografia parziale

### Album in studio
- 2010 - All Around (con Régis Huby e Yann Apperry)
- 2011 - Furrow - A Cole Porter Tribute
- 2015 - Gaber, io e le cose (con Regis Huby)

### Album dal vivo
- Nuit americaine (con Lambert Wilson e Stephy Haik)

### Collaborazioni
- Claude Barthelemy Lieder
- Régis Boulard La Machine couchée
- Riccardo Biseo Concerto per un poeta

## Doppiaggio
- Shannon Elizabeth in Jay & Silent Bob... Fermate Hollywood!